# На дъното (филм, 1957)
Вижте пояснителната страница за други значения на На дъното.
„На дъното“ (на японски: どん底) е японски кинофилм от 1957 година, драма на режисьора Акира Куросава, по негов сценарий в съавторство с Хидео Огуни, базиран на пиесата на Максим Горки „На дъното“.
В центъра на сюжета са отношенията между група бедняци, обитаващи заедно давано под наем помещение — крадец, комарджия, пропил се бивш актьор, бивш самурай, разорени занаятчии. Главните роли се изпълняват от Тоширо Мифуне, Исузу Ямада, Киоко Кагава, Бокузен Хидари.

## Актьори и персонажи
- Тоширо Мифуне – Сутекичи, крадец
- Исузу Ямада – Осуги, хазяйка
- Киоко Кагава – Окайо, сестра на Осуги
- Бокузен Хидари – Кахей, пътник
- Ганджиро Накамура – Рокубей, съпруг на Осуги